# 拉斐尔·安赫尔·卡尔德隆·瓜迪亚
拉斐尔·安赫尔·卡尔德隆·瓜迪亚（西班牙語：Rafael Ángel Calderón Guardia；1900年3月10日—1970年6月9日），哥斯达黎加医生、政治家。1940年—1944年，任哥斯达黎加总统。
他的政治思想被称为卡尔德隆主义。

## 早年经历
1900年出生于聖荷西，1919年，卡尔德隆被总统费德里科·蒂诺科·格拉纳多斯任命为驻洪都拉斯的外交官，其后，卡尔德隆前往比利时魯汶天主教大學和布鲁塞尔自由大学学习医学，在此期间，他结识了克雷·斯波尔德并与其在比利时安特卫普结婚，毕业后回国成为一名医师。
1934年，卡尔德隆作为聖荷西第六选区的代表当选为哥斯达黎加国会议员，任期六年。1940年，卡尔德隆在总统大选中以84.5%的得票率击败对手哥斯达黎加共产党候选人曼努埃尔·莫拉以及来自瓜纳卡斯特省的候选人维吉里奥·萨拉查，成功当选为哥斯达黎加总统，任期四年。

## 总统任内
卡尔德隆在任期间正值第二次世界大战，他接受了哥斯达黎加共产党提出的经济和社会改革纲领，同意执行彻底的民族团结政策，实行大规模社会改革。外交上，卡尔德隆政府在珍珠港事件爆发后宣布与德国、日本、意大利三个轴心国断交并宣战，监禁德裔哥斯达黎加人、冻结他们的财产。在此期间，哥斯达黎加亦与中華民國建立了外交关系。
内政上，卡尔德隆规定天主教教育合法化，在小学进行义务宗教教育，得到了天主教会的支持。于1888年被关闭的哥斯达黎加大学亦于1944年复校。并制定了《劳动法》保障劳工权益。建立社会保险基金机制。这些措施一定程度上维护了国民的权益，有助于健全哥斯达黎加社会保障体系及促进社会进步。

## 卸任总统
因憲法禁止总统連選連任，因此与卡爾德隆同属民族共和党的波兰裔医师特奥多罗·皮卡多·米查尔斯基作為候選人成功当选总统，在任期间，米查尔斯基继续实行卡尔德隆的改革政策，并与哥斯达黎加共产党结成同盟，米查尔斯基也因此被認為是卡爾德隆控制的傀儡。
1948年2月8日，哥斯达黎加举行总统大选，卡尔德隆再次参选，但是被民族联盟党的乌拉特·布兰科以55.3%的得票率击败，卡尔德隆则以乌拉特舞弊为由拒绝承认败选。其后，民族共和党控制的立法大会亦支持卡尔德隆的主张宣布选举无效，引发了卡塔戈省等地支持乌拉特的民众大规模抗议，总统特奥多罗·皮卡多·米查尔斯基随后下令逮捕乌拉特·布兰科，并打死了为乌拉特提供庇护的卡洛斯·路易斯·瓦爾韋德·維加医师，同年3月11日，并未参选的庄园主何塞·菲格雷斯·費雷爾在哥斯达黎加南部起义，哥斯达黎加内战爆发，哥斯达黎加政府军及卡尔德隆的支持者在人民先锋党、尼加拉瓜国民警卫队司令安纳斯塔西奥·索摩查·加西亚的支持下对民族解放军作战，但最终，政府军被民族解放军击败。卡尔德隆被迫与特奥多罗·皮卡多·米查尔斯基一起出逃到尼加拉瓜。
1955年1月，流亡尼加拉瓜的卡尔德隆在委内瑞拉独裁者马科斯·佩雷斯·希门内斯、尼加拉瓜独裁者安纳斯塔西奥·索摩查·加西亚的支持下率领一只1,500人的反叛部队入侵哥斯达黎加，试图夺回政权。但哥斯达黎加在警察部队的反击及美洲国家组织的援助下击败了卡尔德隆的叛军。
1958年，哥斯达黎加政府赦免了卡尔德隆，卡尔德隆回国后曾经当选国会议员，1962年，卡尔德隆第三次参选总统，但仅获得了35.3%的选票。卡尔德隆其后于1966至1970年担任哥斯达黎加驻墨西哥大使，并最终在圣何塞去世。

## 家庭

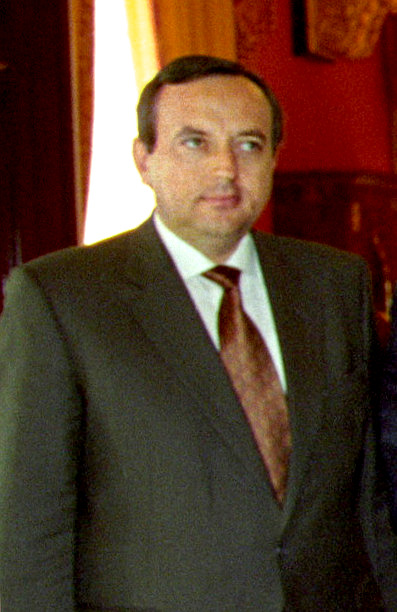
拉斐尔·安赫尔·卡尔德隆·瓜迪亚的长子拉斐尔·安赫尔·卡尔德隆·福涅尔

卡尔德隆的父亲拉斐尔·卡尔德隆·穆尼奥斯曾经担任哥斯达黎加驻比利时领事官，1930年至1932年担任哥斯达黎加国会议长，卡尔德隆担任总统期间，曾经任命父亲为哥斯达黎加国家保险协会主席。弟弟弗朗西斯科·卡尔德隆·瓜迪亚则在卡尔德隆的总统任内出任副总统。
卡尔德隆曾经两度结婚，第一任妻子克雷·斯波尔德为比利时人，1945年离婚。1947年，卡尔德隆与玛利亚·罗萨里奥·福涅尔·莫拉结婚，婚后育有二子一女，其中，长子拉斐尔·安赫尔·卡尔德隆·福涅尔曾于1990年至1994年担任哥斯达黎加总统。